# Altres rangs (Regne Unit)
Els Altres rangs (anglés: Other ranks  - ORs) als Royal Marines (RM), a l'Exèrcit britànic i a la Royal Air Force (RAF), així com a les armades, exèrcits i forces aèries de diversos països de la Commonwealth i d'Irlanda, són aquell personal que no són oficials comissionats, però que habitualment inclouen sotsoficials. A la Royal Navy (RN), aquest personal és anomenat rangs, més que no pas "altres rangs". A les Forces Armades del Canadà se'ls anomena "membre no comissionat" (Non-commissioned membre – NCM); i a les Forces Armades dels Estats Units se'ls anomena rangs allistats (enlisted rank).
El terme Altres rangs és sovint considerat per excloure els sotsoficials majors (warrant officer – WO) i, ocasionalment, en algunes forces armades, també exclouen els sotsoficials. Formalment, un regiment consisteix en els oficials, sotsoficials majors, sergents i tropa, o els oficials, sotsoficials majors i els altres rangs).

## Altres rangs britànics
| Codi OTAN       | OR-9                                    | OR-9                                    | OR-9                                    | OR-8                                                     | OR-8                                                     | OR-8                                                     | OR-7                                  | OR-7                                  | OR-7                                  | OR-6                | OR-6                | OR-6                | OR-5             | OR-5             | OR-5             | OR-4                 | OR-4                 | OR-4                 | OR-3              | OR-3              | OR-3              | OR-2                                                 | OR-2                                                 | OR-2                                                 | OR-1             | OR-1             | OR-1             |
| --------------- | --------------------------------------- | --------------------------------------- | --------------------------------------- | -------------------------------------------------------- | -------------------------------------------------------- | -------------------------------------------------------- | ------------------------------------- | ------------------------------------- | ------------------------------------- | ------------------- | ------------------- | ------------------- | ---------------- | ---------------- | ---------------- | -------------------- | -------------------- | -------------------- | ----------------- | ----------------- | ----------------- | ---------------------------------------------------- | ---------------------------------------------------- | ---------------------------------------------------- | ---------------- | ---------------- | ---------------- |
| Royal Air Force |                                         |                                         |                                         |                                                          |                                                          |                                                          |                                       |                                       |                                       |                     |                     |                     | Sense equivalent | Sense equivalent | Sense equivalent |                      |                      |                      | Soldat de Primera | Soldat de Primera | Soldat de Primera |                                                      |                                                      |                                                      | Sense equivalent | Sense equivalent | Sense equivalent |
| Royal Air Force | Warrant Officer                         | Warrant Officer                         | Warrant Officer                         |                                                          |                                                          |                                                          | Sergent de Vol/ Cap Tècnic            | Sergent de Vol/ Cap Tècnic            | Sergent de Vol/ Cap Tècnic            | Sergent             | Sergent             | Sergent             | Sense equivalent | Sense equivalent | Sense equivalent | Caporal              | Caporal              | Caporal              | Soldat de 1a      | Soldat de 1a      | Soldat de 1a      | Aviador tècnic superior Aviador sènior Aviador líder | Aviador tècnic superior Aviador sènior Aviador líder | Aviador tècnic superior Aviador sènior Aviador líder | Aviador recluta  | Aviador recluta  | Aviador recluta  |
| Royal Marines   | Conductor                               | Conductor                               | Conductor                               | Quartermaster Sergeant                                   | Quartermaster Sergeant                                   | Quartermaster Sergeant                                   | Oficial Tècnic de Segona Classe       | Oficial Tècnic de Segona Classe       | Oficial Tècnic de Segona Classe       | Sergent de Personal | Sergent de Personal | Sergent de Personal | Sense equivalent | Sense equivalent | Sense equivalent | Caporal              | Caporal              | Caporal              | Soldat de Primera | Soldat de Primera | Soldat de Primera | Marine                                               | Marine                                               | Marine                                               | Sense equivalent | Sense equivalent | Sense equivalent |
| Royal Marines   | Conductor (Oficial Tècnic de 1a classe) | Conductor (Oficial Tècnic de 1a classe) | Conductor (Oficial Tècnic de 1a classe) | Quartermaster Sergeant (Oficial Tècnic de 2a classe)     | Quartermaster Sergeant (Oficial Tècnic de 2a classe)     | Quartermaster Sergeant (Oficial Tècnic de 2a classe)     | Sergent de Personal/ Sergent de Color | Sergent de Personal/ Sergent de Color | Sergent de Personal/ Sergent de Color | Sergent             | Sergent             | Sergent             | Sense equivalent | Sense equivalent | Sense equivalent | Caporal/ Bombarder   | Caporal/ Bombarder   | Caporal/ Bombarder   | Soldat de 1a      | Soldat de 1a      | Soldat de 1a      | Marine                                               | Marine                                               | Marine                                               | Sense equivalent | Sense equivalent | Sense equivalent |
| Royal Navy      | Oficial assimilat de 1a WO1             | Oficial assimilat de 1a WO1             | Oficial assimilat de 1a WO1             | Oficial assimilat de 2a WO2                              | Oficial assimilat de 2a WO2                              | Oficial assimilat de 2a WO2                              | Contramestre en cap CPO               | Contramestre en cap CPO               | Contramestre en cap CPO               | Contramestre PO     | Contramestre PO     | Contramestre PO     | Sense equivalent | Sense equivalent | Sense equivalent | Mariner Comandant LH | Mariner Comandant LH | Mariner Comandant LH | Sense equivalent  | Sense equivalent  | Sense equivalent  | Mariner capaç/Mariner Ordinari AB/ORD                | Mariner capaç/Mariner Ordinari AB/ORD                | Mariner capaç/Mariner Ordinari AB/ORD                | Sense equivalent | Sense equivalent | Sense equivalent |
| Army            | Conductor                               | Conductor                               | Conductor                               | Quartermaster Sergeant · Oficial Tècnic de Segona Classe | Quartermaster Sergeant · Oficial Tècnic de Segona Classe | Quartermaster Sergeant · Oficial Tècnic de Segona Classe |                                       |                                       |                                       | Sergent de Personal | Sergent de Personal | Sergent de Personal | Sense equivalent | Sense equivalent | Sense equivalent | Caporal              | Caporal              | Caporal              | Soldat de Primera | Soldat de Primera | Soldat de Primera | Sense insígnia                                       | Sense insígnia                                       | Sense insígnia                                       | Sense equivalent | Sense equivalent | Sense equivalent |
| Army            | Conductor (Oficial Tècnic de 1a classe) | Conductor (Oficial Tècnic de 1a classe) | Conductor (Oficial Tècnic de 1a classe) | Quartermaster Sergeant (Oficial Tècnic de 2a classe)     | Quartermaster Sergeant (Oficial Tècnic de 2a classe)     | Quartermaster Sergeant (Oficial Tècnic de 2a classe)     | Sergent de Personal/ Sergent de Color | Sergent de Personal/ Sergent de Color | Sergent de Personal/ Sergent de Color | Sergent             | Sergent             | Sergent             | Sense equivalent | Sense equivalent | Sense equivalent | Caporal              | Caporal              | Caporal              | Soldat de 1a      | Soldat de 1a      | Soldat de 1a      | Soldat ras                                           | Soldat ras                                           | Soldat ras                                           | Sense equivalent | Sense equivalent | Sense equivalent |